# Bertrand Louis
 (mars 2015).
Bertrand Louis, né le 26 septembre 1968 à Belfort, est un auteur-compositeur-interprète français.

## Biographie

### Premier album:Bertrand Louis(2001)
Après des études au conservatoire et la participation à de nombreux groupes en tant que guitariste compositeur, Bertrand Louis signe pour son premier album solo en 2001 chez Polydor. Grâce à un très bon accueil presse et au succès du single « À 30 ans », le disque, classé dans la catégorie « nouvelle chanson française », bénéficie d’une large diffusion et donne lieu à de nombreux concerts. Bertrand Louis se voit décerner le prix Félix Leclerc et se produit notamment aux Francofolies de Montréal, de Spa et de La Rochelle, et notamment au festival « Alors chante » de Montauban.
« Bertrand Louis affectionne les rimes tirées par les cheveux, aime les mots et jouer avec. Il adopte les apparences d’un OVNI à la française. Des histoires avec queue et tête, fondues dans une musique brinquebalante, samplée les doigts dans le nez creux, bruitage synthétique et touffu, des images floues et heurtées : c’est uniquement par paresse qu’on étiquettera son genre à part comme de la chanson. Bertrand Louis n’a pas l’inspiration raisonnable : pour les récits linéaires, les amours refermées sur elles-mêmes comme des huîtres, les produits polis comme un bal des débutantes, il convient de s’adresser ailleurs. » (Les Inrocks, octobre 2001.)

### Deuxième album: [2] (2003)
Dans son deuxième album Bertrand Louis accentue le côté rock électronique de son premier album. Une longue tournée se monte avec notamment des premières parties de Mickey 3D ainsi que trois dates à l'Olympia en première partie de Juliette Gréco.
« Avec sa belle voix grave et ses yeux un peu tristes, Bertrand Louis fait penser à un Serge Reggiani d’aujourd’hui. Amoureux des mots, il dit les choses avec profondeur et élégance. » (Victor Hache, L’Humanité)

### Troisième album:Tel quel(2005)
Avec son troisième album Tel quel, Bertrand Louis bénéficie d’un coup de cœur France Inter avec entre autres le single Ménilmontant et est l’un des artistes les plus diffusés durant l’année 2006 sur cette radio.
« Bertrand Louis semble moins dépressif et introspectif ces temps-ci, ce qui offre à Tel quel une puissance mélodique tout à fait roborative. Il a également choisi de s’entourer d’un groupe et a indubitablement le sens du raffinement en ballade, du matériel original au standard instantané (Ménilmontant), et un culot monstre (son appropriation du Quartier latin de Léo Ferré). » (Les Inrocks, décembre 2001)

### Quatrième album:Le Centre commercial(2010)
Le quatrième album de Bertrand Louis, Le Centre commercial ou L’Histoire d’un meurtrier, sorti en 2010 chez MVS Records, dévoile une approche plus radicale. Il obtient notamment un « fff » de Télérama. De nombreux concerts suivent, en formation rock.
« Que nous raconte son disque ? Le cheminement zigzagant d'un homme sur la brèche, à deux doigts d'imploser — ou en train de le faire ; son abrutissement volontaire et décomplexé devant les images ensanglantées des journaux télévisés, qui, à force de se répéter, se sont vidées de leur sens ; ses pulsions meurtrières face aux foules consuméristes ou aux filles inaccessibles ; ses désillusions narquoises face aux succès improbables. Entre le piano bastringue et la pop électro, les constats mécaniques à la Katerine ou les énoncés à double fond façon Arnaud Cathrine, Bertrand Louis trace sa voie et impose son timbre, chaud ou synthétique, et très juste. » (Valérie Lehoux, Télérama, janvier 2010.)

### Cinquième album:Sans moi(2013)
Il publie en 2013 Sans moi chez MVS Records. Composé à partir de textes de Philippe Muray tirés de Minimum Respect, il est salué par la critique (« fff » de Télérama et « Coup de Cœur » de l'Académie Charles Cros). Ceci l’amène à la création d’un spectacle musical, où lecture et chant alternent pour donner le plus grand relief possible au texte de l’auteur.
« Le recueil de Muray s’intitulait Minimum Respect : Bertrand Louis le sert avec une maximale élégance » (Les Inrocks). « Une chanson de salut crue et cruelle, aussi entêtante que le désir » (Télérama). « Ce coup de maître qui cultive l’efficacité de la concision se hisse au niveau des réussites d’un Alain Bashung ou d’un Jean-Louis Murat, dans ces contrées où rock et chanson se conjuguent avec une exigence textuelle flamboyante » (Rock’n’Folk). « Une poésie du réel. Si l'exercice est périlleux, certains en assument brillamment le risque » (Le Figaro littéraire).

### Sixième album:Baudelaire(2018)
Son sixième album est publié en 2018 chez EPM/Universal Music et reçoit un coup de cœur parole enregistrée et documents sonores 2019 de l’Académie Charles-Cros, proclamé le 15 septembre 2019 au Jardin du Musée Jean de la Fontaine à Château-Thierry
« Il y prend goût aux radicales immersions poétiques, Bertrand Louis. Ne pas mettre ça sur un manque d'inspiration, parce que sa propre plume n'a jamais manqué auparavant de panache. Donc après Philippe Muray (Sans moi, en 2013, déjà une réussite), le voilà qui branche l'électricité pour le prince des nuées. Ici, le lyrisme de la harpe se confronte aux brûlures post-punk, motifs récurrents des dix chansons. Cette exploration formelle apporte une relecture insoupçonnée et captivante des textes. Un son terrien et orageux à la fois, rugueux ou caressant, tendu et happant. Bertrand Louis ose une mélodie aussi venimeuse qu'enveloppante pour embrasser la fugitive beauté d'A une passante, télescope l'anxiété et le sensuel sur Chansons d'après-midi. La voix, qui semble être revenue de tout, creuse les mots, élargit encore plus l'espace. Il paraît que Verlaine sera son prochain angle d'attaque. Si c'est de cette hauteur-là, on accepte volontiers de patienter encore pour des chansons originales. » (Patrice Demailly, Libération, 9 novembre 2018.)

## Discographie
- 2001 : Bertrand Louis - Polydor / Universal
- 2003 : [2] - Polydor / Universal
- 2006 : Tel quel - Polydor / Universal
- 2010 : Le Centre commercial ou L'Histoire d'un meurtrier - MVS Records
- 2013 : Sans Moi (Sur des textes de Philippe Muray) - MVS Records
- 2018 : Baudelaire - EPM Musique / Universal
- 2022 : Chansons pour elle - EPM Musique / Universal